# Танец в Австралии
Танец в Австралии включает в себя очень широкий спектр стилей, от аборигенских до традиционного австралийского танца «буш» и от классического балета и бальных танцев до современных танцев и мультикультурных танцевальных традиций из 200 национальностей, представленных в Австралии.
Среди наиболее известных австралийских танцоров значатся Эдуард Боровански, Роберт Хэлпман и Пол Меркурио.
В Австралии действует Австралийский танцевальный совет (англ. Australian Dance Council, Ausdance) — организация, созданная для поддержки танцев в Австралии, с 1997 года присуждающая Австралийскую танцевальную премию.

## Танцы австралийских аборигенов

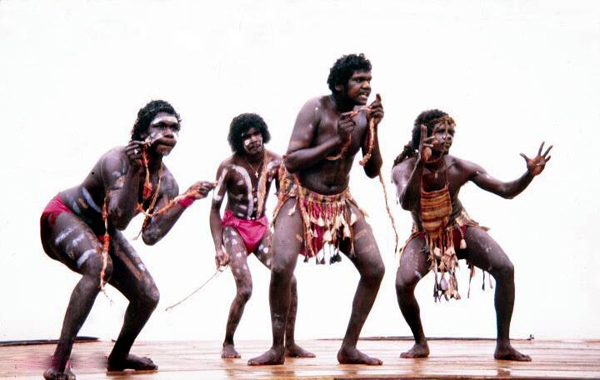
Танцоры-аборигены, 1981 год

Традиционные танцы австралийских аборигенов сопровождались песнями и были представляли собой театральное представление времени сновидений. Иногда люди в танце имитировали поведение животных, которые появлялись в рассказе. Для людей в их стране танцы определялись ролями, обязанностями и самим местом проживания. Эти ритуальные представления давали аборигенам понимание своего места во взаимодействии социальной, географической и природной сил. Эти представления были привязаны к определенным местам, и танцевальные площадки часто были священными местами. Украшения и специфические жесты зависели от рода танцующего (например, это относится к существам времени сна, с которыми связаны отдельные лица и группы). Для большинства австралийских аборигенов эти танцы являлись священными таинствами, пол также имел значение: мужчины и женщины подчинялись различным обрядовым традициям.
Для обозначения традиционных танцев аборигенов используется термин корробори (англ. corroboree), происходящий из лексикона жителей Сиднейского региона. В ряде мест австралийские аборигены исполняют танцы «корробори» для туристов.
В конце XX века сценические и современные танцы в Австралии подверглись влиянию традиционных танцев австралийских аборигенов. Отчасти это связано с деятельностью Национальной ассоциации развития навыков аборигенов и островитян Австралии (англ. National Aboriginal Islander Skills Development Association), проводящей обучение австралийских аборигенов танцам, а также с появлением театра танца Бангарра.

## Другие виды танцев
Танец «буш» развивались в Австралии как форма народных танцев, они копировали народные танцы Англии, Шотландии, Ирландии и других европейских стран. Любимыми танцами в общинах были танцы европейского происхождения — ирландский Кейли «Гордость Эрин» (англ. Pride of Erin) и кадриль «The Lancers». Локально возникшими танцами называют «Звуки Бонди» (англ. Waves of Bondi), мельбурнский шаффл (англ. Shuffle) и танец нью-вог (англ. New Vogue).

Сэр Роберт Хэлпман, австралийский танцор XX века

Приезжая, иммигранты привозили с собой танцевальные традиции своих стран. Благодаря энтузиазму иммигрантов и их семей, в Австралии появились традиционные танцы совершенно разных народов. Так, довольно часто можно увидеть в Австралии прибалтийские, шотландские, ирландские, индийские, индонезийские или африканские народные танцы, которым можно научиться в общественных центрах и танцевальных школах Австралии.
Тем не менее, многие танцевальные группы используют танцы различного происхождения, включая даже европейские придворные танцы и средневековые танцы, а также смешение традиционных шагов и современной музыки и стиля.
Австралийский балет (англ. The Australian Ballet) является труппой танцоров классического балета в Австралии. Она была основана в 1962 году английской балериной Пегги ван Праа и на сегодняшний день признана одной из крупнейших в мире международных балетных трупп. Труппа находится в Мельбурне и предлагает публике как постановки классического репертуара, так и современные работы австралийских и зарубежных хореографов. Так, начиная с 2010 года труппа показала зрителям более 200 представлений в различных городах и регионах по всей Австралии и в зарубежных турне. Регулярные выступления проходят в мельбурнском Центре искусств (англ. The Arts Centre), в Сиднейском оперном театре (англ. Sydney Opera House), в Сиднейском театре (англ. Sydney Theatre), в Фестивальном Центре (англ. Adelaide Festival Centre) в Аделаиде и в Квинслендском центре исполнительских искусств (англ. Queensland Performing Arts Centre).